# Valbo HC
Der Valbo HC ist ein 2007 gegründeter schwedischer Eishockeyklub aus Valbo. Die Mannschaft spielt in der Division 2.

## Geschichte
Der Valbo HC entstand im Jahr 2007, als sich die Eishockeyabteilung des Valbo AIF vom Stammverein löste. Die Mannschaft des Valbo HC spielte ab ihrer Gründung in der drittklassigen Division 1, ehe sie in der Saison 2010/11 in die viertklassige Division 2 abstieg. In der folgenden Spielzeit gelang dem Valbo HC der direkte Wiederaufstieg in die Division 1, aus der aber inzwischen wieder in die Division 2 abstieg.